# Campeonato Mundial de Patinaje Artístico sobre Hielo de 1897
El II Campeonato Mundial de Patinaje Artístico se realizó en Estocolmo (Suecia) entre el 13 y el 14 de febrero de 1897 bajo la organización de la Unión Internacional de Patinaje sobre Hielo (ISU) y la Federación Sueca de Patinaje sobre Hielo. 

## Resultados

### Masculino
| Puesto | Nombre         | País    | Puntos |
| ------ | -------------- | ------- | ------ |
| Oro    | Gustav Hügel   | Austria |        |
| Plata  | Ulrich Salchow | Suecia  |        |
| Bronce | Johan Lefstad  | Noruega |        |

## Medallero
| Núm. | País    | Oro | Plata | Bronce | Total |
| ---- | ------- | --- | ----- | ------ | ----- |
| 1    | Austria | 1   | 0     | 0      | 1     |
| 2    | Suecia  | 0   | 1     | 0      | 1     |
| 3    | Noruega | 0   | 0     | 1      | 1     |
|      | TOTAL   | 1   | 1     | 1      | 3     |

| Predecesor: Rusia 1896 | Campeonato Mundial de Patinaje Artístico sobre Hielo 1897 | Sucesor: Reino Unido 1898 |

- Datos: Q976531